# Franco Rossano
Franco Rossano Erchuk (ur. 27 lipca 2005 w Puebli) – meksykański piłkarz występujący na pozycji lewego obrońcy, od 2024 roku zawodnik Amériki.
W sezonie Apertura 2024 zdobył mistrzostwo Meksyku.